# Ladislaus Szücs
Ladislaus Szücs (* 5. Januar 1909 in Marosvásárhely, Siebenbürgen; † 23. Januar 2000 in Bad Sassendorf) war ein jüdischer Überlebender des Holocaust, Arzt und Zeichner.

## Leben
Ladislaus Szücs  absolvierte 1927 sein Abitur in rumänischer Sprache und studierte Medizin und promovierte 1933 in Leipzig. Dort zählte er schon zu den letzten sogenannten nichtarischen Kandidaten und wurde zunehmend mit Antisemitismus konfrontiert. Von 1933 bis 1936 arbeitete er am Israelitischen Krankenhaus in Budapest und als HNO-Arzt in Wien.  Als Regimentsarzt wurde er nach Moldawien einberufen. Dort heiratete er seine erste Frau, Hedy. Nachdem er aus politischen Gründen nach Neumarkt zurückgekehrt war, wurde er dort nach der Besetzung durch deutsche Truppen im März 1944 verhaftet. Im April wurden seine Frau und er nach Auschwitz-Birkenau deportiert und voneinander getrennt. Dort traf Szücs auf den berüchtigten KZ-Arzt Mengele. Nach der Deportation von Birkenau nach Mauthausen bei Linz, wurde Szücs im Außenlager Melk an der Donau im sogenannten „Stollen Quarz“ der für den unterirdischen Flugzeugmotorenbau gedacht war, eingesetzt. Schließlich landete er als Kranker getarnt im „Revier“ (der Krankenstation), wo er mit den anderen dort tätigen Ärzten unter primitivsten Bedingungen versuchte, Menschenleben zu retten. Dort stieß er auch zum Widerstand, an dem er sich sogleich beteiligte. Nach einem langen Todesmarsch zum KZ Ebensee. Am 7. Mai 1945 wurde Szücs mit den anderen Überlebenden schließlich von der Dritten US-Armee befreit und kehrte er in das mittlerweile kommunistisch-rumänische Siebenbürgen zurück, betätigte sich als Arzt und litt unter den schlechten Lebensbedingungen wie Diktatur, Armut und Unfreiheit. Mehrere Versuche, auszuwandern, schlugen fehl.
In den 1960er Jahren begann er, seine Erinnerungen an die Verfolgungszeit in später mehrfach ausgestellten Tusche-Zeichnungen festzuhalten: Totenköpfe, Gehenkte, Skelette, Reflexionen zu Folter, Misshandlung, Leiden und Tod. Als er das Rentenalter erreicht hatte, durfte Ladislaus Szücs schließlich 1974 mit seiner Familie nach Deutschland ausreisen und ließ sich als Arzt in Bad Sassendorf nieder. Wiederum Jahrzehnte später, bereits im 82. Lebensjahr, fühlte er sich in der Lage, seine Erinnerungen an die Erlebnisse in deutschen Konzentrationslagern auch niederzuschreiben, die 1995 in Frankfurt am Main unter dem Titel Zählappell erschienen. Mit diesem schonungslosen Bericht wollte er sich „von der Last der Erinnerung befreien“ und verhindern, die „Geschichte der Unschuldigen und Schuldigen mit ins Grab zu nehmen“.

## Werke
- Beitrag zur Olekranonfrakturbehandlung auf Grund der an der Leipziger Klinik vom Jahre 1912–1932 behandelten Fälle. Dissertation, Universität Leipzig, 6. Oktober 1933.
- Ladislaus Szücs: Zählappell. Als Arzt im Konzentrationslager. Erlebnisbericht. Hrsg.: Ernst-Jürgen Dreyer (= Lebensbilder. Jüdische Erinnerungen und Zeugnisse). Fischer-Taschenbuch-Verlag, Frankfurt am Main 1995, ISBN 978-3-596-12965-2, S. 207.
- Helen Quandt: Salz der Tränen. Zeichnungen von Ladislaus Szücs. Arzt im Konzentrationslager. Mahn- und Gedenkstätte Düsseldorf, Düsseldorf 1999.